# Ezequiel Mosquera
Ezequiel Mosquera Miguez Gómez (Teo, 19 novembre 1975) è un ex ciclista su strada spagnolo con caratteristiche di scalatore.

## Carriera

### I primi anni nel professionismo
Passa professionista nel 1999 con una piccola squadra portoghese, la Paredes-Rota dos Móveis, militandovi per quattro stagioni. In seguito corre per diversi gruppi sportivi lusitani (Cantanhede-Marques de Marialva e Carvalhelhos-Boavista) senza partecipare a nessun grande giro. Nel 2005, quando è in forza alla Kaiku-Caja Rural, vince una tappa alla Vuelta a La Rioja, mentre l'anno dopo è tra le file della Comunidad Valenciana, formazione coinvolta nell'Operación Puerto.
Nel 2007 approda alla Karpin Galicia (poi divenuta Xacobeo Galicia) iniziando a gareggiare nella Vuelta a España, competizione in cui otterrà i migliori risultati: nel 2007 si classifica infatti quinto a oltre sei minuti e mezzo dal vincitore Denis Men'šov. Nel 2008 vince una tappa e la classifica finale della Clásica de Alcobendas in maggio, e alla Vuelta si migliora concludendo al quarto posto finale, vicino al terzo gradino del podio, occupato da Carlos Sastre, ma ben lontano dal vincitore Alberto Contador.
Nel 2009, durante un ottimo periodo di forma, si procura una frattura che gli impedisce di essere presente poco tempo dopo al primo Giro d'Italia nella storia della Xacobeo Galicia. Corre, come negli anni precedenti, la Vuelta chiudendo, nuovamente, al quinto posto finale a 4'27" dal vincitore Valverde, e confermandosi corridore adatto alle corse a tappe.

### Il secondo posto alla Vuelta 2010 e la squalifica
Nel 2010 partecipa, ancora una volta, alla Vuelta con ambizioni di classifica. Attacca in ogni tappa con arrivo in salita, sfiora la vittoria nell'undicesima frazione e chiude al terzo posto la quattordicesima; l'indomani recupera ancora terreno sul leader della generale Nibali e nella sedicesima frazione è ancora protagonista con uno scatto in salita. Ma è nella diciassettesima tappa, la cronometro di Peñafiel, che si supera: nell'occasione perde, in una specialità non adatta alle sue caratteristiche, solo 18 secondi da Nibali e sale al secondo posto a 38" dalla vetta. Nella ventesima frazione, quella decisiva per la vittoria finale e con arrivo sulla Bola del Mundo, attacca, riesce a staccare il rivale Nibali ma si aggiudica solo il successo di tappa. La leadership nella graduatoria finale è appannaggio dell'italiano, ma il secondo posto è comunque il miglior risultato in carriera alla Vuelta per Mosquera.
Il 30 settembre 2010 giunge la notizia della positività di Mosquera e del compagno di squadra David García Dapena ad un controllo antidoping effettuato il 16 settembre durante la Vuelta: la sostanza coinvolta è l'idrossietilamido, un derivato dell'amido di mais utilizzato spesso come coprente. A causa della positività, poi confermata dalle controanalisi, Mosquera viene privato di tutti i risultati ottenuti a partire dal 12 settembre 2010 (compresi il successo di tappa alla Bola del Mundo e il secondo posto finale alla Vuelta); in seguito viene squalificato dall'Unione Ciclistica Internazionale per due anni, dal 16 novembre 2011 al 15 novembre 2013, nonché costretto al pagamento di un'ammenda di 276 675 euro.
Nel 2012 annuncia il suo addio alle corse agonistiche.

## Palmarès
- 2005

1ª tappa Vuelta a La Rioja
- 2008

1ª tappa Clásica de Alcobendas
Classifica generale Clásica de Alcobendas
- 2009

5ª tappa Vuelta a Burgos

## Piazzamenti

### Grandi giri
- Vuelta a España

2007: 5º
2008: 4º
2009: 5º
2010: squalificato

### Competizioni mondiali
- Campionati del mondo

Varese 2008 - In linea: ritirato